# しほティファイ
『しほティファイ』は、広島エフエム放送で2021年4月2日から2022年9月30日まで毎週金曜 17:00 - 20:00に生放送していたラジオ番組である。

## 概要
入社以来、『DAYS!?』（2014年からは『DAYS!』に改題）など音楽ゲスト番組を担当してきた近藤志保が音楽紹介人の力を借りながら、聴きたい音楽が見つからないリスナーに音楽を届けていく音楽セレクト番組。
Twitterの公式ハッシュタグは『#しほティファイ』。instagramでは番組で流した楽曲の情報などを公開しており、Spotifyも活用している。
番組ジングルはさとうもか、湘南乃風のHAN-KUNが制作したものを使用している。
2022年9月3日の番組ツイッターで、パーソナリティを担当する近藤志保の同年9月末での退社と番組の同年9月30日での終了が発表された。
退社後、近藤は気象予報士に転職し、2024年4月より中国放送（RCCラジオ）『平成ラヂオバラエティごぜん様さま』に出演、ラジオの現場に復帰している。

## パーソナリティー
- 近藤志保

## コーナー
ニューリリース情報
17:15頃におこなう、その週の新譜を紹介するコーナー。
プロモーター
17:30頃におこなう、音楽レーベルのプロモーターが注目するおすすめのアーティストを紹介するコーナー。プロモーターが次週の紹介人も推薦し、数珠繋ぎで担当している。
ドライブ情報
17:50頃におこなう、ドライブの情報を届けるコーナー。
ゲストコーナー
18:10頃におこなう、ゲストコーナー。。
柔和智也の勝手にしやがれ
18:35頃におこなうコーナーで、柔和智也が企業などのオリジナル曲を作っていく。元々は『DAYS!』内で放送されていた。
勝手に○○特集
19:10頃におこなうコーナーで毎週、1組のアーティストの特集をする。
しほティカルパレード
19:30頃におこなう、近藤によるディズニー情報や豆知識を紹介するコーナー。